# Ceolmund (Rochester)
Ceolmund († zwischen 909 und 926) war Bischof von Rochester. Er wurde zwischen 897 und 904 zum Bischof geweiht und trat sein Amt in diesem Zeitraum an. Er starb zwischen 909 und 926.